# Маргарит Михайлов
Маргарит Тенев Михайлов е български офицер, бригаден генерал.

## Биография
Роден е на 10 април 1968 г. в Харманли. През 1986 г. завършва ЕСПУ „Неофит Рилски“ в родния си град. От 1986 до 1990 г. учи във Висшето народно военно училище във Велико Търново с профил „мотострелкови“.
След завършването става взводен командир в първи мотострелкови взвод от петдесет и трети мотострелкови полк в Болярово (1990 – 1991), а след това и във двадесет и втори мотострелкови полк в Харманли (1991 – 1993). Между 1993 и 1996 г. е ротен командир на разузнавателна рота в 22-ри мотострелкови полк. В периода 1996 – 2001 г. е командир на мотострелкови батальон в полка. Между 2001 и 2002 г. е старши помощник-началник в отделение подготовка и използване на подразделенията – Стара Загора.
От 2002 до 2003 г. е Помощник-началник на отделение „Бойна Подготовка“ във втора тунджанска лека пехотна бригада гр. Стара Загора.
От 2003 г. до 2005 г. учи и завършва Военната академия в София с командно-щабна специалност.
След това до 2006 г. е старши помощник-началник на отделение „Оперативно“ в 61-ва Стрямска механизирана бригада в Казанлък, а след това старши помощник-началник в отделение „Планиране, бюджетиране и оперативна съвместимост с НАТО“ в бригадата в Стара Загора.
В периода 2007 – 2010 г. е началник на отделение „Планиране, бюджетиране и оперативна съвместимост с НАТО“ в бригадата в Стара Загора.
През 2010 г. е в Кабул, Афганистан като част от 19-и български контингент, където е началник на група за влияние към Белгийския батальон за охрана.
От 2011 до 2013 г. е заместник началник-щаб на бригадата, като през 2011 г. учи в Стратегически курс;
2012 г. – 2013 г. учи във Военен колеж на СВ на САЩ в Карлайл, Пенсилвания.
Между 1 септември 2013 и 2016 г. е началник-щаб на 61-ва стрямска механизирана бригада;
като през 2016 г. има мисия в чужбина – 12 месеца в Грузия, наблюдател към EUMM
От 2016 до 2017 г. е началник на отдел „Подготовка на войските“ в Командването на сухопътните войски.
От 2017 до юли 2018 г. е заместник-началник на щаба на Командването на сухопътните войски .
На 1 август 2018 г. е назначен за директор на Дирекция „Операции и подготовка“ и е удостоен с висше офицерско звание „бригаден генерал“. Считано от 1 август 2019 г. е освободен от заеманата длъжност.
От 1 август 2019 г до 9 декември 2022 г. е назначен  е на международна длъжност – помощник-началник на щаба J9 – цивилно-военни взаимоотношения и партньорство Assistant Chief of Staff J9 (ACOS J9) в Съвместното командване на силите на НАТО в Брунсум, Нидерландия 
От 10 декември 2022 г. е командир на 61-ва Стрямска механизирана бригада

## Награди
- Награден знак за вярна служба под знамената – IV степен, министър на отбраната – 1992 г.
- Награден знак за участие в мисия, министър на отбраната – 2011 г.
- Награден знак, министър на отбраната на Белгия – 2011 г.
- Награден знак за отлична служба – І степен, министър на отбраната – 2014 г.
- Награден знак, министър на отбраната на САЩ – 2015 г.
- Награден знак, министър на отбраната на Грузия – 2015 г.
- Награден знак за участие в мисия, върховен представител на ЕС – 2017 г.
- Награден знак за участие в мисия, министър на отбраната – 2017 г.
- Награден знак за вярна служба под знамената – III степен

## Военни звания
- Лейтенант (1990)
- Старши лейтенант (1993)
- Капитан (1996)
- Майор (2005)
- Подполковник (2008)
- Полковник (2013)
- Бригаден генерал (1 август 2018)